# Crudosilis lomakini
Crudosilis lomakini es una especie de coleóptero de la familia Cantharidae.

## Distribución geográfica
Habita en Rusia.